# Panthera schreuderi
Panthera schreuderi es una posible especie de felino grande, actualmente extinta. Vivió en Europa durante el Plioceno tardío y principios del Pleistoceno. Turner y O'Brien, entre otros, han afirmado que los pocos especímenes conocidos pertenecen probablemente a la especie P. gombaszoegensis, el extinto jaguar europeo.